# Abu Ubajd al-Takafi
Abu Ubajd ibn Masud ibn Amr ibn Umajr ibn Avf ibn Ukda ibn Gajra ibn Avf ibn Takif al-Takafi (arabsko أبو عبيد بن مسعود بن عمرو ب ن عمير بن عوف بن عقدة بن غيرة بن عوف بن ثقيف الثقفي) ali preprosto Abu Ubajd (arabsko أبو عبيد) je bil poveljnik v vojski Rašidunskega kalifata. Bil je iz Taife v zahodni Arabiji in pripadal plemenu Banu Takif.
Al-Mutana, poveljnik muslimanskih Arabcev v al-Hiri v Mezopotamiji, je prosil Abu Bakra in kasnejšega kalifa Omarja za okrepitve proti Sasanidom, ki so grozili s protinapadom. Omar mu je poslal Abu Ubajda, čeprav ni bil eden od Mohamedovih spremljevalcev. Abu Ubajd je zbral 1000 pripadnikov svojega plemena Takif in na poti proti severu še povečal svojo vojsko.
Po prihodu v al-Hiro je od al-Mutane prevzel poveljstvo tamkajšnje vojske. Združena arabska vojska je izvedla več napadov na ravnini med al-Hiro in Ktezifonom. Poveljnik sasanidske vojske Rustam Faruhzad je proti njemu poslal vojsko pod poveljstvom Bahmana Džaduja. V bitki pri mostu na Evfratu blizu Babilona  je beli bojni slon z rilcem strgal Abu Ubajda s konja in ga poteptal. Po njegovi smrti je arabske sile zajela panika in so bile poražene. Ubita sta bila tudi njegov brat al-Hakam in njegov sin Džabr.
Abu Ubajd je bil oče revolucionarnega voditelja al-Muhtarja al-Takadija, ki se je uprl Omajadom, da bi se maščeval za dogodek v Karbali med drugo fitno. Safijah, žena Abdulaha ibn Omarja, je bila ena od njegovih hčera.:305 Njegova druga hčerka Džarija  je bila poročena z Omarjem ibn Saadom.